# A-232
A-232 é um composto organofosfato de formulação C7H16FN2O2P.